# Ceroplastes
Ceroplastes es un género de cochinillas cerosas en la familia Coccidae. Existen más de 130 especies descriptas en Ceroplastes.

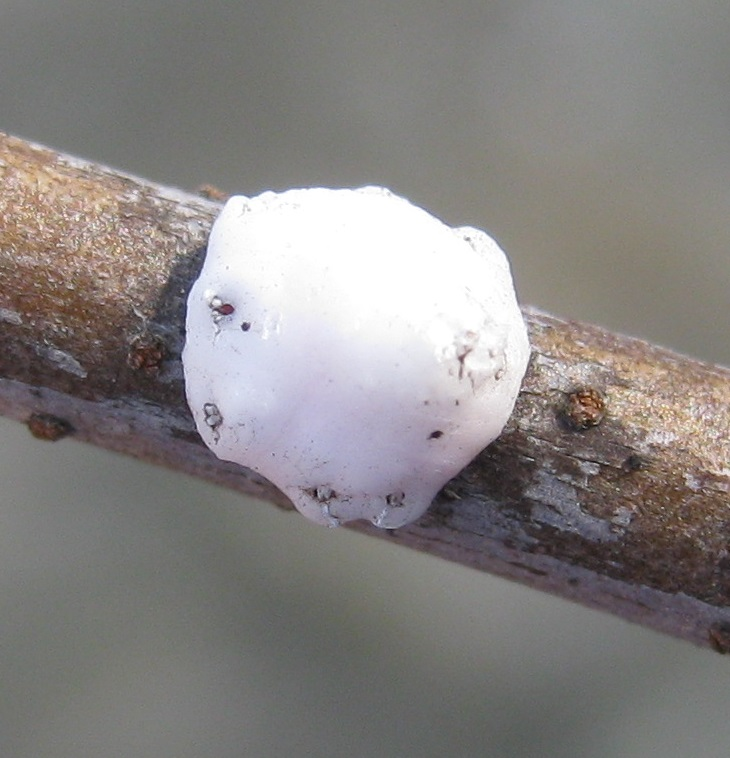
Escama cerosa de Ceroplastes cirripediformis